# Ilse Krämer
Ilse Krämer, auch Ilse Chasen, (geboren 1902, gestorben nach 1979) war eine deutsch-schweizerische Lyrikerin und Übersetzerin.

## Leben
Ilse Krämer arbeitete als Übersetzerin aus dem Englischen und veröffentlichte eigene Lyrik. In der Zeit des Nationalsozialismus floh sie in die Schweiz.

## Werke (Auswahl)

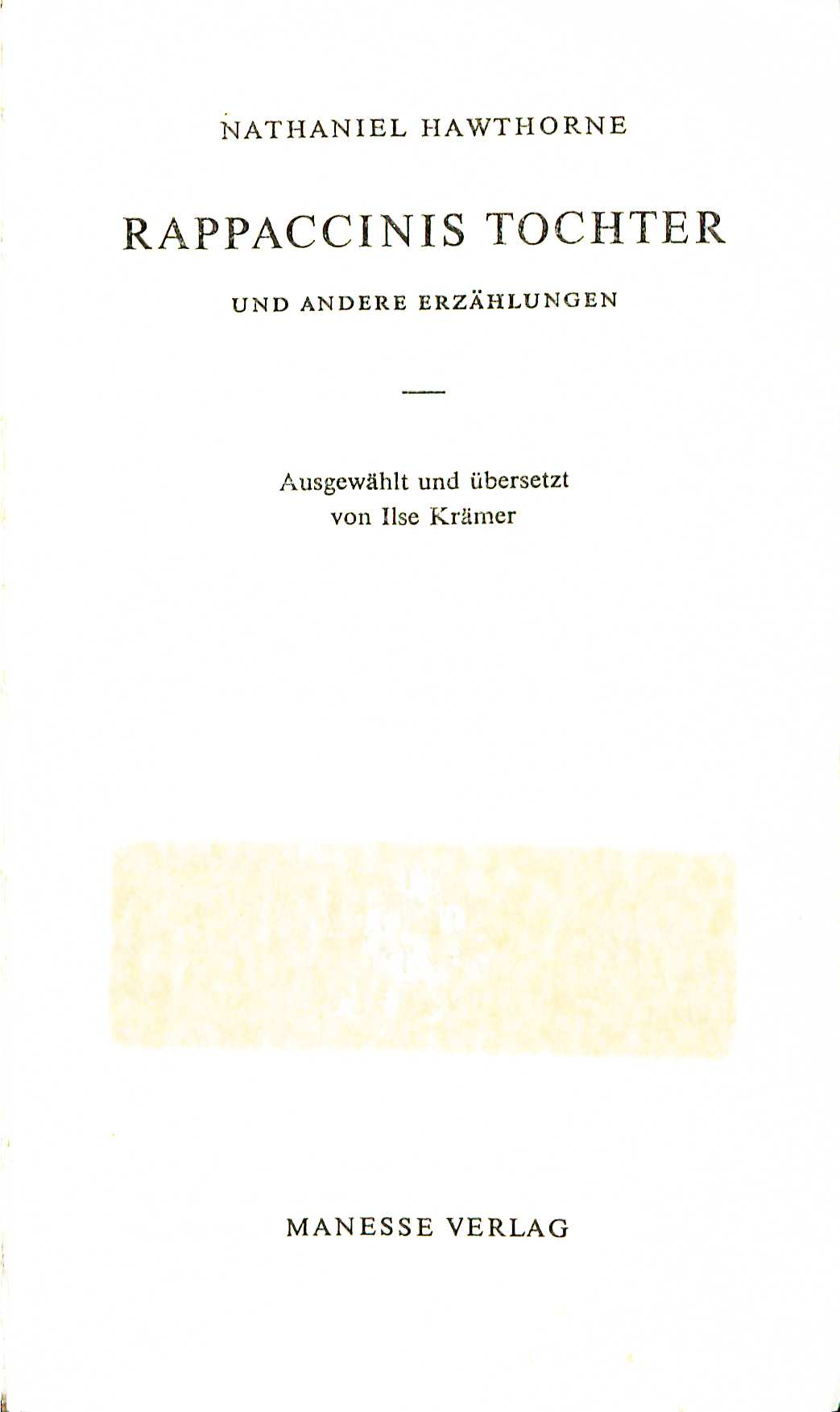
Nathaniel Hawthorne: Rappaccinis Tochter, Übersetzung und Nachwort von Ilse Krämer (1966)

- Das Wartezimmer und kleine Studien. Classen, Zürich 1979.
- Gedichte und Aphorismen. Classen, Zürich/Stuttgart 1973.
  - Wo kein Wunsch das Wasser kräuselt. Bearbeiterin der Neuauflage Silvia Orlando.  Ikos-Verlag, Maur-Zürich 1993.
- Meine Matrosen. In: Du, 14 (1954), Heft 12, Seite 108–113
- Gesang auf dem Wege. Aehren-Verl., Affoltern a. A. 1945.
- Gedichte. Geering, Basel 1943.

Übersetzungen
- Jane Austen: Stolz und Vorurteil. Manesse, Zürich 1948.
- Florence Louisa Barclay: Der Rosenkranz. Roman. Morgarten, Zürich 1951.
- Bhagavadgita. Gesang des Erhabenen. Rascher, Zürich 1954.
- Eleanor Bertine: Menschliche Beziehungen : Eine psychologische Studie. Vorwort Carl Gustav Jung. Rhein-Verlag, Zürich 1957.
- Fjodor Dostojewski: Die Sanfte. Erzählung. W. Classen, Zürich 1946.
- Fjodor Dostojewski: Ein schwaches Herz. Erzählung. Mit acht Lithographien von Hans Falk. Kurt Stäheli, Zürich 1946.
- Fjodor Dostojewski: Der Spieler. W. Classen, Zürich 1947.
- Hermann H. Field, Stanislaw Mierzenski: Bittere Ernte. Roman. Scherz, Bern 1959.[1]
- Eve Garnett: Ferien im Gasthaus zum Tautropfen : Weitere Erlebnisse der Familie Ruggles. Rascher, Zürich 1962.
- Nikolaj Gogol: Das Porträt. Erzählung. W. Classen, Zürich 1946.
- Nikolaj Gogol: Taras Bulba. Erzählung. Hegner, Köln/Olten 1966.
- Elizabeth Goudge: Das Herz der Familie. Roman. Morgarten, Zürich 1954.
- Elizabeth Janet Gray: Serena Page und die Familie. Büchergilde Gutenberg, Zürich 1955.
- Nathaniel Hawthorne: Rappaccinis Tochter und andere Erzählungen. Ausgewählt und übers. von Ilse Krämer. Manesse Verlag,  Zürich 1966. Nachwort von Ilse Krämer S. 453–460
- Tehyi Hsieh: Konfuzius eine Einführung in das Leben und Wirken des Weisen und eine Auswahl seiner Gespräche und Gedanken. Classen, Zürich 1954.
- Marya Mannes: Botschaft aus der Fremde. Roman. Humanitas Verlag, Zürich 1951.
- Robert C. Marsh: Toscanini der Meisterdirigent. Pan-Verlag, Zürich 1958.
- William Somerset Maugham: Betörende Südsee. Ullstein, Frankfurt am Main 1965.
- William Somerset Maugham: Regen. Arche Verlag, Zürich 1961.
- Guy de Maupassant: Pariser Novellen. Classen, Zürich 1950.
- Iris Murdoch: Unter dem Netz. Frankfurt am Main : Fischer, 1957
- Fabre d’Olivet: Die goldenen Verse der Pythagoräer. Aus dem Französischen. Paris 1922.
- James Riddell: In den Wäldern der Nacht. Büchergilde Gutenberg, Zürich 1952
- Maurice Samuel: Das Netz des Bösen : ein historischer Roman. Humanitas Verlag, Zürich 1949.
- John Steinbeck: Die wilde Flamme. Ullstein, Frankfurt am Main 1973.
- Alexander Sutherland Neill: Selbstverwaltung in der Schule. Pan-Verlag, Zürich 1950.
- Rabindranath Tagore: Schwingen des Todes. Übersetzung aus dem Bengalischen Aurobindo Bose; Ilse Krämer. Benteli, Bern 1961.
- Louise Hall Tharp: Gesellschaft der Abenteurer. Büchergilde Gutenberg, Zürich 1950.
- David Unwin: Die Frau des Gouverneurs. Roman. Büchergilde Gutenberg, Zürich 1960.
- Vivekananda: Karma-Yoga. Der Pfad d. Arbeit. Rascher, Zürich 1953.
- Hugh Walpole: Katherine Christian. Roman. Humanitas, Zürich 1947.
- Hugh Walpole: Die glücklichen Delaneys. Büchergilde Gutenberg, Zürich 1955.
- Robert Penn Warren: Der Gouverneur. 1949.
- Rebecca West: Der Brunnen fliesst über. Roman. Fischer Bücherei, Frankfurt a. M. 1964.